# Portada/article octubre 16

## Catedral de Santiago de Compostel·la
La Catedral de Santiago de Compostel·la està situada a la ciutat del mateix nom, al centre de la província de la Corunya, a Galícia. Acull el que, segons la tradició, és el sepulcre de l'apòstol sant Jaume, i això va convertir el temple en un dels principals destins de pelegrinatge d'Europa durant l'edat mitjana, mitjançant l'anomenat Camí de Sant Jaume, una ruta iniciàtica en què se seguia l'estela de la Via Làctia comunicant la península Ibèrica amb la resta del continent. Això va ser determinant perquè els regnes hispànics medievals participessin en els moviments culturals de l'època. Actualment continua sent un important destí de pelegrinatge. Un privilegi concedit el 1122 pel papa Calixt II va declarar que serien «Any Sant Jubilar» a Compostel·la, tots els anys en què el dia 25 de juliol, dia de sant Jaume, coincidís amb diumenge. Va ser confirmat pel papa Alexandre III a la seva butlla "Regis aeterni" datada el 1179.